# Favites russelli
Favites russelli là một loài san hô trong họ Faviidae. Loài này được Wells mô tả khoa học năm 1954.